# Schaur-Palast

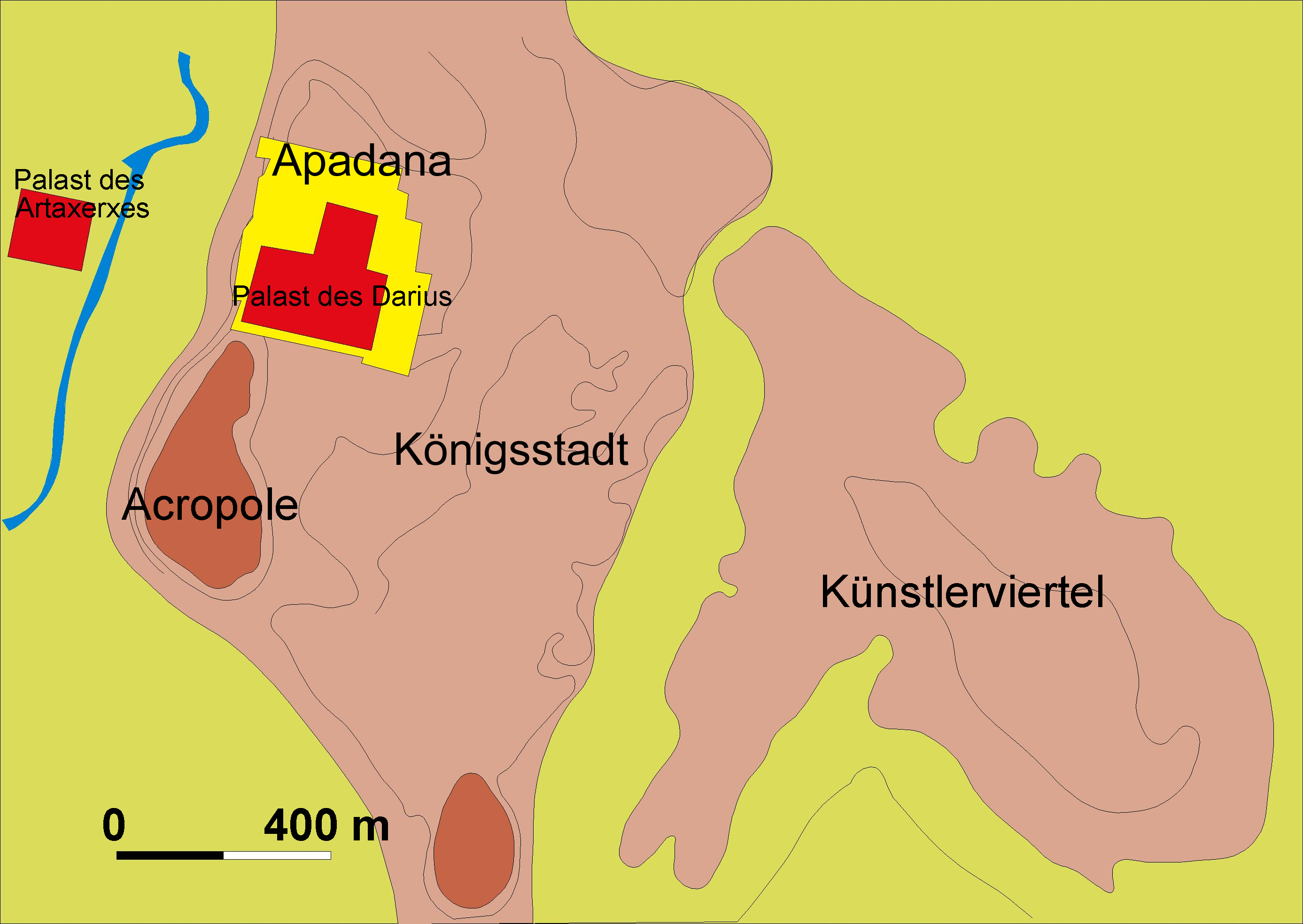
Der Schaur-Palast (Palast des Artaxerxes) lag links des Palastes von Dareios I.

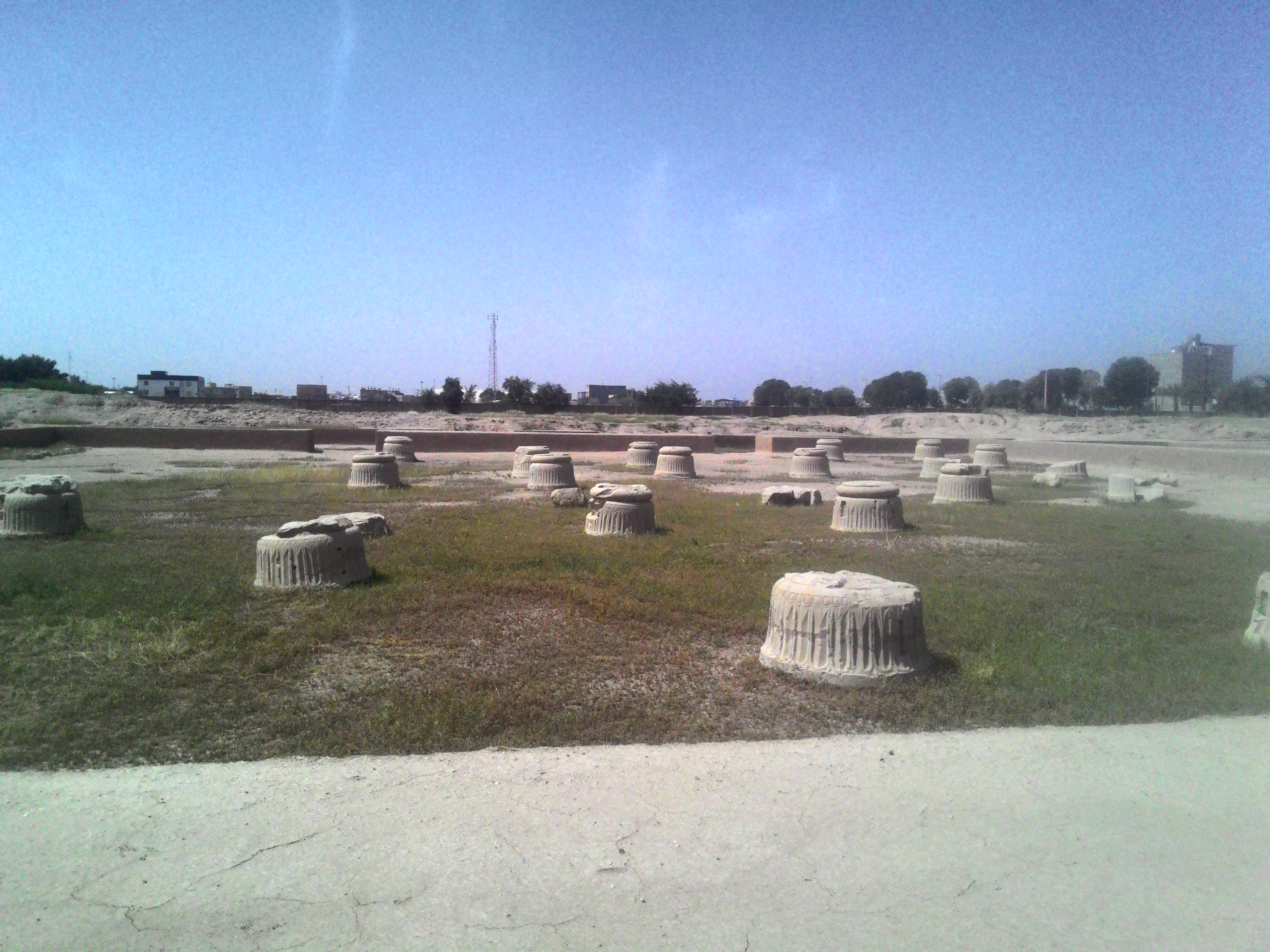
Die große Säulenhalle des Schaur-Palastes

Der Schaur-Palast befindet sich bei Susa und datiert in die achämenidische Zeit. Neben dem Palast von Dareios I. handelt es sich um die zweite große Palastanlage dieser Epoche in Susa. 
Der Palast liegt westlich von dem Ruinenhügel, der heute Susa markiert, und ist von der Stadt durch den Fluss Schaur getrennt. Die Reste wurden bei modernen Bauarbeiten im Jahr 1969 entdeckt. Untersuchungen der Anlage fanden in den folgenden Jahren (1971, 1974, 1977) statt. Es wurde eine elektrische Bodenwiderstandsmessung durchgeführt. Der Bau wurde aber nur zum kleinen Teil ausgegraben. Es kam dabei vor allem eine Säulenhalle zu Tage, die Artaxerxes II. (regierte etwa 404 v. Chr. bis 359/58 v. Chr.) zugeordnet werden kann. Mehrere dort gefundene trilinguale Inschriften nennen ihn.
Der Plan, der etwa 220 × 150 m großen Palastanlage, ist bisher nur grob bekannt. Im Osten gab es eine große Säulenhalle. Westlich davon befand sich ein großer Hof, an dessen Nordseite die Fundamente zweier weiterer Gebäudeteile ergraben wurden. Weitere Gebäude gruppierten sich um den Hof, sind bisher aber nur wenig untersucht. Die Wände, soweit ausgegraben, sind aus Lehmziegeln errichtet. Die Fundamente des Palastes bestehen aus Geröll. Die große Säulenhalle (37,5 × 34,6 m) im Osten des Palastes besaß einst 64 Säulen aus grauem Kalkstein, deren Basen noch zum Teil erhalten sind. Die Säulenschäfte und die Kapitelle waren wahrscheinlich einst aus Holz. Die Säulenbasen waren einst unbemalt und bestanden zum Teil aus mehreren Blöcken. Mehrmals konnten antike Reparaturen festgestellt werden. Um die eigentliche Halle gab es diverse Räume. Eine lange Halle oder ein Portikus an der Nordseite hatte auch Säulen. Der Eingangsbereich lag wahrscheinlich im Osten. Hier stand ein Portikus mit zwei Säulenreihen. An der gegenüberliegenden Westseite befand sich ein weiterer Portikus, der sich zum Hof öffnete, aber nur eine Reihe von Säulen hatte. An den Ecken standen turmartige Bauten, nur der an der Nordwestecke wurde ausgegraben. Hier gab es eine Treppe. Nördlich davon stand ein Gebäudeteil mit großem Hof, der auch mit Säulen dekoriert war. Von den Säulen fanden sich keinerlei Reste, doch können sie anhand von Auslassungen im Pflaster des Fußbodens erschlossen werden. Westlich davon schließt sich ein Bau an, der aus mehreren Reihen von Kasematten besteht. Es dürfte sich um Fundamente für diverse hochgelegene Räume gehandelt haben. An der Ostseite führte eine Rampe oder Treppe in diese Räume.
Der Palast war teilweise mit Steinreliefs dekoriert, die sich jedoch nie an ihrem ursprünglichen Ort fanden. Es kamen auch mehrere Tausend Fayencekacheln und Reste von Wandmalereien zu Tage. Die letzteren sind bisher die besten Beispiele achämenidischer Malerei.
Die Funktion des Palastes ist nicht sicher. Es mag sich um eine Art Sommerpalast gehandelt haben. Es ist aber auch vermutet worden, dass Könige hier lebten, während der Palast von Dareios I. renoviert wurde.